# Чомеджешть
Чомеджешть, Чомеджешті (рум. Ciomăgești) — село у повіті Арджеш в Румунії. Входить до складу комуни Чомеджешть.
Село розташоване на відстані 137 км на захід від Бухареста, 33 км на захід від Пітешть, 75 км на північний схід від Крайови, 128 км на південний захід від Брашова.

## Населення
За даними перепису населення 2002 року у селі проживали 73 особи, усі — румуни. Усі жителі села рідною мовою назвали румунську.